# 占卜書

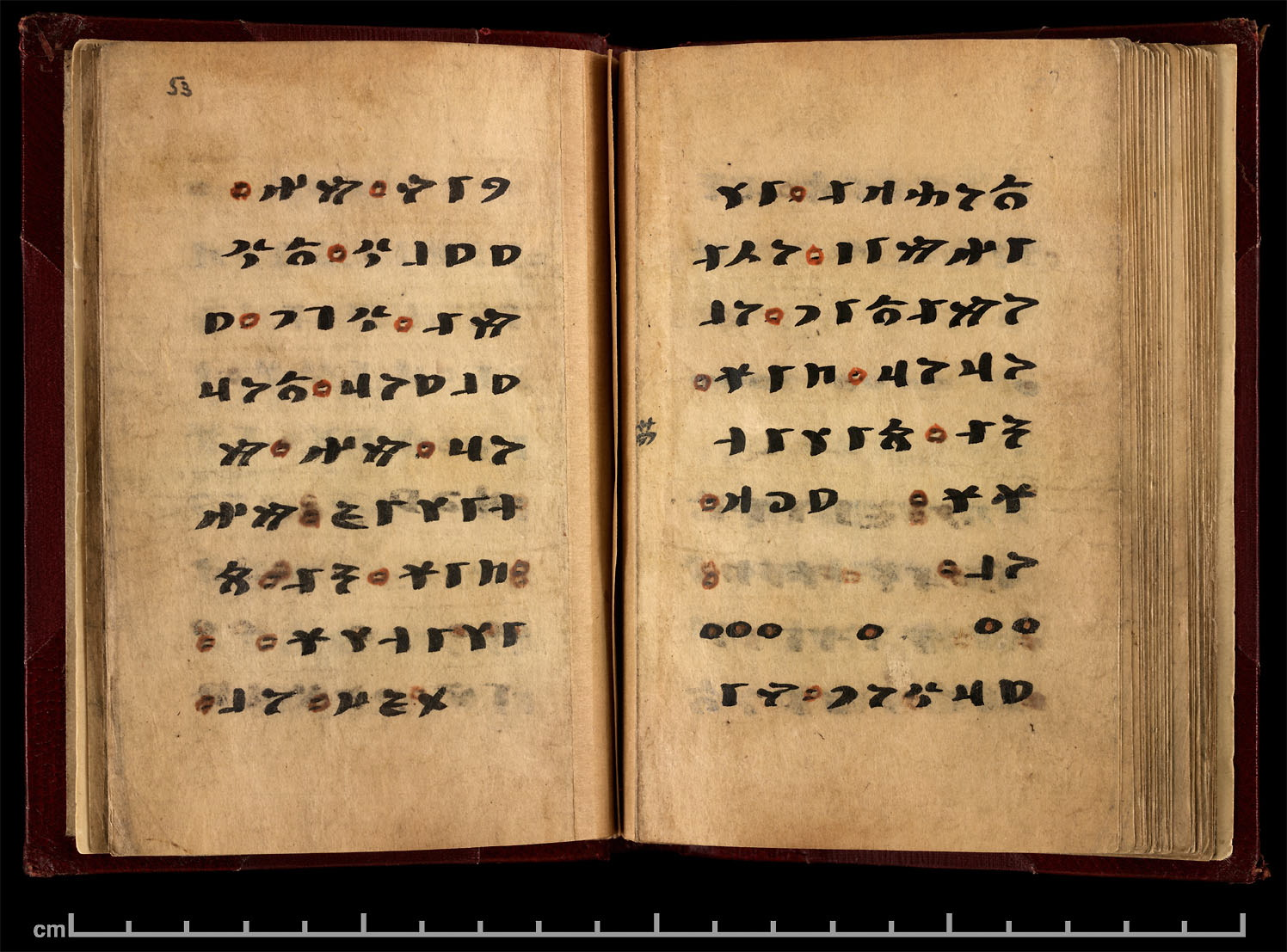
1907年于敦煌藏经洞发现的突厥文《占卜書》，现藏大英图书馆.

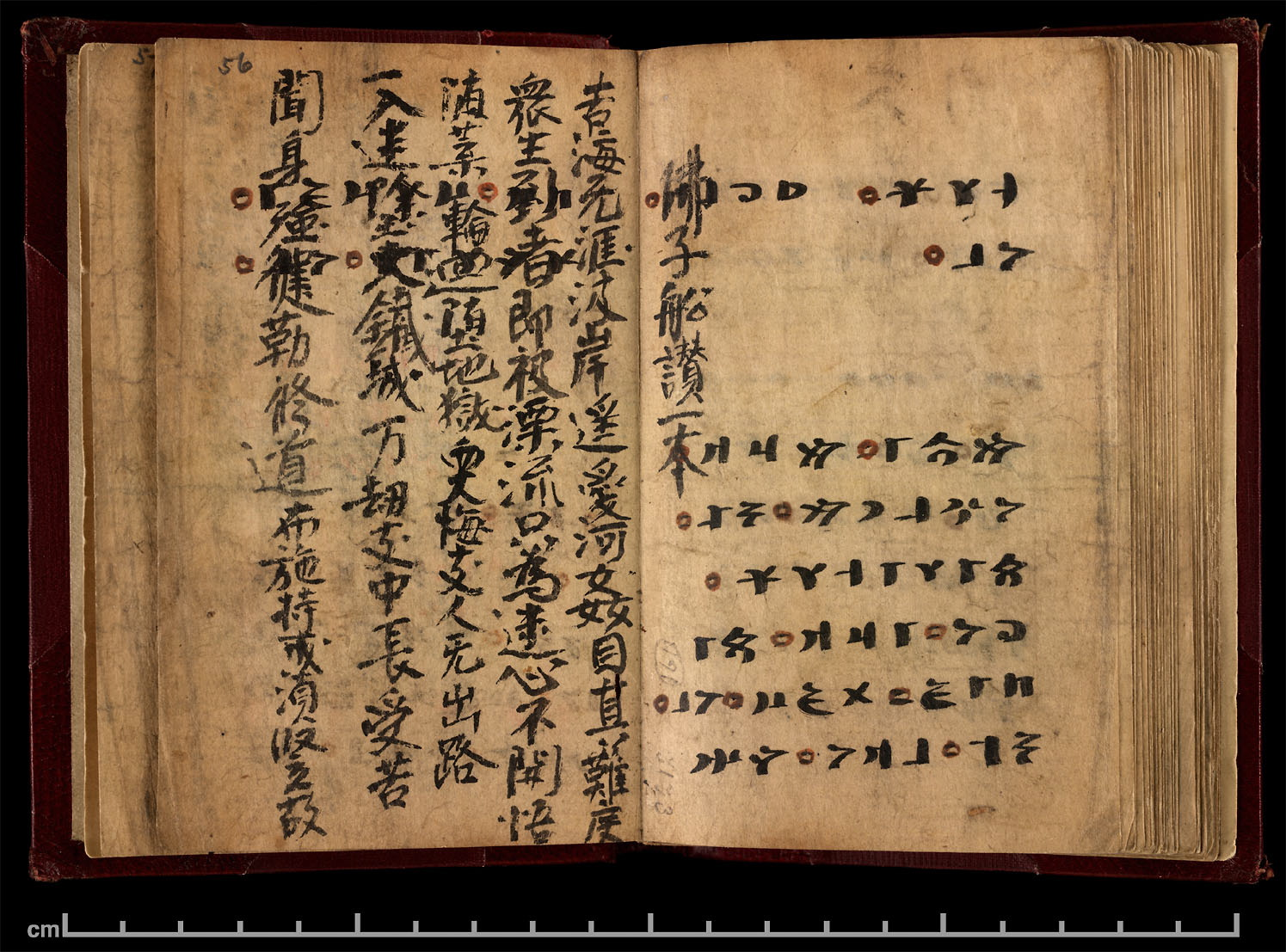
《占卜书》的最后两页，被汉文的《佛子舩赞一本》覆盖。

占卜書（羅馬化：yr̂k̂ b̈yẗyg̈→Îrk̂ Bitig），是一部寫於9世紀屬於占卜類書籍的手抄本。本書於1907年由猶太裔的考古探險家斯坦因博士發現於中國敦煌莫高窟的藏經洞裏面。現今收藏於英國倫敦的大英圖書館裏。
占卜書是用古突厥語所書寫的，使用突厥字母；占卜書是唯一已知以突厥語文來書寫的完整文件手稿。占卜書也是早期突厥神話傳奇故事的重要資料來源之一。

## 參閲
- 突厥神話（英语：Turkic mythology）
- 莫 (占卜)

## 外部連結
- Irk Bitig manuscript at the International Dunhuang Project Archive.today的存檔，存档日期2013-04-19
- Transliteration with German glosses and parallel English translation （页面存档备份，存于）
- Runic font text with parallel transliteration and translation （页面存档备份，存于）